# Pycnarmon geminipuncta
Pycnarmon geminipuncta là một loài bướm đêm trong họ Crambidae.